# Hertug af Gloucester
Hertug af Gloucester er en engelsk (senere britisk) titel, der blev oprettet i 1385. Ti medlemmer af kongeslægten har benyttet titlen. Det er dog kun udnævnt otte officielle hertuger af Gloucester. Titlen er knyttet til Gloucester i det sydvestlige England. 

## Hertuger af Gloucester

### Engelske hertuger af Gloucester
- 1385-1377: Thomas af Woodstock, 1. hertug af Gloucester, søn af Edvard 3. af England, titlen gik ikke i arv til hans søn Humphrey, 2. jarl af Buckingham (død 1399).
- 1414-1447: Humphrey af Lancaster, hertug af Gloucester, søn af Henrik 4. af England.
- 1461-1485: Richard 3. af England, hertug af Gloucester, konge 1483-1485.
- 1659-1660: Henry Stuart, hertug af Gloucester, søn af Karl 1. af England.

### Titulære hertuger af Gloucester
- 1689-1700: Prins Vilhelm, uofficiel hertug af Gloucester, prins af Danmark og Norge, søn af dronning Anne af England og Prins Jørgen af Danmark.
- 1718-1726: Frederik Ludvig af Wales, uofficiel hertug af Gloucester, fra 1726 var han hertug af Edinburgh, ældste søn af Georg 2. af Storbritannien, far til Georg 3. af Storbritannien.

### Hertuger af Gloucester og Edinburgh

#### Huset Hannover
- 1764-1805: Prins Vilhelm Henrik, hertug af Gloucester og Edinburgh, tredje søn af Frederik Ludvig af Wales (hertug af Gloucester og Edinburgh), yngre bror til kong Georg 3.
- 1805-1834: Prins Vilhelm Frederik, hertug af Gloucester og Edinburgh, søn af Vilhelm Henrik, hertug af Gloucester og Edinburgh.

### Hertuger af Gloucester

#### Huset Windsor
- 1928-1974: Prins Henry, hertug af Gloucester, tredje søn af Georg 5. af Storbritannien.
- 1974-nu: Prins Richard, hertug af Gloucester, søn af Henry, hertug af Gloucester, gift med den danske Birgitte Eva van Deurs (født Henriksen).